# Madley
Madley – wieś w Anglii, w hrabstwie Herefordshire. Leży 10 km na zachód od miasta Hereford i 197 km na zachód od Londynu.